# Tobias Kogler
Tobias Kogler (19 settembre 1996) è un ex sciatore alpino austriaco.

## Biografia
Specialista delle prove tecniche attivo dal dicembre del 2011, Tobias Kogler ha gareggiato prevalentemente in Nor-Am Cup, dove ha esordito il 18 novembre 2017 a Copper Mountain in slalom gigante, senza completare la prova, ha colto il primo podio il 15 dicembre 2018 a Panorama nella medesima specialità (3º) e ha conquistato due vittorie: il 5 gennaio 2019 a Mont Sainte-Marie in slalom parallelo e il 6 febbraio dello stesso anno a  Sun Valley in slalom speciale (suo ultimo podio nel circuito). Si è ritirato al termine della stagione 2022-2023 e la sua ultima gara è stata uno slalom gigante FIS disputato l'11 aprile a Nozawaonsen; non ha debuttato in Coppa del Mondo e non ha preso parte a rassegne olimpiche o iridate.

## Palmarès

### Coppa Europa
- Miglior piazzamento in classifica generale: 98º nel 2023

### Nor-Am Cup
- Miglior piazzamento in classifica generale: 12º nel 2022
- 3 podi:
  - 2 vittorie
  - 1 terzo posto

#### Nor-Am Cup - vittorie
| Data            | Località          | Paese       | Specialità |
| --------------- | ----------------- | ----------- | ---------- |
| 5 gennaio 2019  | Mont Sainte-Marie | Canada      | PR         |
| 6 febbraio 2019 | Sun Valley        | Stati Uniti | SL         |

Legenda:

SL = slalom speciale

PR = slalom parallelo

### Far East Cup
- Miglior piazzamento in classifica generale: 46º nel 2023
- 1 podio:
  - 1 terzo posto